# اتفاقية جدة 1974
اتفاقية جدة في عام 1974 بين السعودية والإمارات العربية المتحدة وكان هدف لحل النزاع الحدودي بين البلدين. وقد صدقت السعودية على المعاهدة عام 1993 لكن الإمارات لم تصدق عليها بعد.